# Бани Виктории
Бани Виктории (англ. Victoria Baths) — памятник архитектуры второй категории в Манчестере. Бани были открыты с 1906 по 1993 года, в 2007 году они были отреставрированы.

## История
Бани были спроектированы городским инспектором Мидом де Корси и его помощником Артуром Дэвисом. Архитектором был Генри Прайс.
Бани открылись в сентябре 1906 года. Мэр города охарактеризовал здание как «водный дворец».
Функционировали частные бани, прачечная, турецкая баня, сауна и три плавательных бассейна, которые зимой были площадками для танцев. В 1952 году было открыто первое общественное джакузи.
В 1993 году по решению мэрии города бани были закрыты, в дальнейшем сформировалось сообщество «Друзья Бани Виктории» (англ. The Friends of Victoria Baths). Предпринимались попытки сбора средств для реставрации бань. Часть собранных средств помогла сохранить здание от разрушения.